# لووانیک
لووانیک (به انگلیسی: Lewannick) یک روستا و محله مدنی در بریتانیا است که در کورنوال واقع شده‌است. لووانیک ۹۷۰ نفر جمعیت دارد.